# Samsung World Championship
O Samsung World Championship foi um torneio profissional feminino de golfe disputado anualmente entre os anos de 1980 e 2009 e fazia do circuito LPGA (versão feminina do circuito PGA). Criado em 1980 por Mark McCormack, fundador da empresa de administração esportiva IMG, as primeiras edições do torneio eram disputadas pelas golfistas que ocupavam entre as doze primeiras do mundo na lista da LPGA.

## Vencedoras
| Ano  | Campeã            | País              | Pontuação         | Local do torneio                       | Prêmio total      | Primeiro prêmio   |
| ---- | ----------------- | ----------------- | ----------------- | -------------------------------------- | ----------------- | ----------------- |
| 2009 | Na Yeon Choi      | Coreia do Sul     | 272 (-16)         | Torrey Pines Golf Course, South Course | $1,000,000        | $250,000          |
| 2008 | Paula Creamer     | Estados Unidos    | 279               | Half Moon Bay Golf Links, Ocean Course | $1,000,000        | $250,000          |
| 2007 | Lorena Ochoa      | México            | 270               | Bighorn Golf Club, Canyons Course      | $1,000,000        | $250,000          |
| 2006 | Lorena Ochoa      | México            | 272               | Bighorn Golf Club, Canyons Course      | $875,000          | $218,750          |
| 2005 | Annika Sörenstam  | Suécia            | 270               | Bighorn Golf Club, Canyons Course      | $850,000          | $212,500          |
| 2004 | Annika Sörenstam  | Suécia            | 270               | Bighorn Golf Club, Canyons Course      | $825,000          | $206,250          |
| 2003 | Sophie Gustafson  | Suécia            | 274               | The Players Club at the Woodlands      | $800,000          | $200,000          |
| 2002 | Annika Sörenstam  | Suécia            | 266               | Hiddenbrooke Golf Club                 | $775,000          | $162,000          |
| 2001 | Dorothy Delasin   | Filipinas         | 277               | Hiddenbrooke Golf Club                 | $750,000          | $157,000          |
| 2000 | Juli Inkster      | Estados Unidos    | 274               | Hiddenbrooke Golf Club                 | $725,000          | $152,000          |
| 1999 | Se Ri Pak         | Coreia do Sul     | 280               | Rush Creek Golf Club                   | $700,000          | $150,000          |
| 1998 | Juli Inkster      | Estados Unidos    | 275               | Villages in Lady Lake                  | $550,000          | $137,000          |
| 1997 | Juli Inkster      | Estados Unidos    | 280               | Lakeside Country Club                  | $525,000          | $131,000          |
| 1996 | Annika Sörenstam  | Suécia            | 274               | Ildong Lakes Golf Club                 | $500,000          | $125,000          |
| 1995 | Annika Sörenstam  | Suécia            | 282               | Paradise Golf Club                     | $475,000          | $117,500          |
| 1994 | Beth Daniel       | Estados Unidos    | 274               | Naples National Golf Club              | $425,000          | $105,000          |
| 1993 | Dottie Mochrie    | Estados Unidos    | 283               | Naples National Golf Club              | $400,000          | $102,500          |
| 1992 | Não houve disputa | Não houve disputa | Não houve disputa | Não houve disputa                      | Não houve disputa | Não houve disputa |
| 1991 | Meg Mallon        | Estados Unidos    | 216               | Paradise Palms Golf Club               | $325,000          | $100,000          |
| 1990 | Cathy Gerring     | Estados Unidos    | 278               | Cely Golf Club                         | $325,000          | $100,000          |
| 1989 | Betsy King        | Estados Unidos    | 275               | Stouffer Pineisle Resort               | $265,000          | $83,500           |
| 1988 | Rosie Jones       | Estados Unidos    | 270               | Stouffer Pineisle Resort               | $265,000          | $81,500           |
| 1987 | Ayako Okamoto     | Japão             | 282               | Stouffer Pineisle Resort               | $250,000          | $81,500           |
| 1986 | Pat Bradley       | Estados Unidos    | 279               | Stouffer Pineisle Resort               | $240,000          | $78,000           |
| 1985 | Amy Alcott        | Estados Unidos    | 274               | Stouffer Pineisle Resort               | $200,000          | $65,000           |
| 1984 | Nancy Lopez       | Estados Unidos    | 281               | Shaker Heights Country Club            | $200,000          | $65,000           |
| 1983 | JoAnne Carner     | Estados Unidos    | 282               | Shaker Heights Country Club            | $200,000          | $65,000           |
| 1982 | JoAnne Carner     | Estados Unidos    | 284               | Shaker Heights Country Club            | $150,000          | $50,000           |
| 1981 | Beth Daniel       | Estados Unidos    | 284               | Shaker Heights Country Club            | $150,000          | $50,000           |
| 1980 | Beth Daniel       | Estados Unidos    | 280               | The Country Club                       | $150,000          | $46,500           |